# Філіпов Іван Маркелович
Іва́н Марке́лович Філі́пов (1905 , Миколаїв, Херсонська губернія  — 21 січня 1963 , Сімферополь ) — український радянський державний, партійний і політичний діяч. Кандидат у члени ЦК КП(б)У (1949–1952).

## Біографія
Народився 1905 року в родині робітника-котельника суднобудівного заводу в Миколаєві Херсонської губернії. Закінчив чотирикласну початкову школу та перший курс політехнічного училища.
Трудову діяльність розпочав 1917 року на Миколаївському суднобудівному заводі «Наваль» (потім — імені Марті) учнем та підручним слюсаря. У 1919 році був звільнений із заводу. Влітку 1919 року наймитував у заможнього селянина Барибіна в селі Воскресенськ (Горохівка) біля міста Миколаєва. З осені 1919 до 1921 року працював учнем та підручним слюсаря у кустаря в Миколаєві.
З 1921 по 1922 рік — чорнороб такелажної бригади Миколаївського заводу Ремсуд. З 1922 по 1923 рік — робітник Миколаївського заводу «колишнього Радецького». У 1922 році вступив до комсомолу.
З 1923 до 1926 року працював підручним слюсарем майстерні 5 дільниці служби руху, помічником машиніста залізничної станції Миколаїв. Обирався секретарем цехового комсомольського осередку.
Член КП(б)У з 1925 року.
У 1926–1928 роках — секретар комсомольської організації станції Миколаїв та член бюро Миколаївського окружного комітету ЛКСМ України.
У 1928–1930 роках проходив строкову службу в Червоній армії. Закінчив курси шоферів-мотористів у школі молодших командирів автомоточастин РСЧА у місті Харкові. Обирався секретарем комсомольської організації школи та секретарем партосередку військового підрозділу, членом партійного бюро військової частини і заступником секретаря партбюро, виконував обов'язки секретаря партбюро військової частини.
У 1930–1931 роках — секретар партійного осередку КП(б)У Миколаївського хлібозаводу.
У 1931 році закінчив шестимісячні Курси ЦК КП(б) України при Комуністичному університеті імені Артема в місті Харкові.
У 1931–1932 роках — завідувач агітаційно-масового відділу Цебриківського районного комітету КП(б)У на Одещині. Також виконував обов'язки завідувача культпропвідділу і завідувача організаційного відділу Цебриківського районного комітету КП(б)У.
У 1932–1934 роках — голова виконавчого комітету Цебриківської районної ради (Одеська область). У 1934–1937 роках — голова виконавчого комітету Новоодеської районної ради (Одеська область).
У 1937–1938 роках — завідувач Миколаївського обласного відділу комунального господарства.
З 14 березня 1938 по січень 1940 року — голова організаційного комітету Президії Верховної Ради УРСР по Миколаївській області. З січня 1940 року по березень 1944 року — голова виконавчого комітету Миколаївської обласної ради.
Під час німецько-радянської війни з 1941 року був у розпорядженні ЦК КП(б) України спочатку в оперативній групі Військової Ради Південного, а з 1944 року — 3-го Українського фронту.
З березня 1944 по листопад 1946 (офіційно 1947) року — 1-й секретар Миколаївського обласного і міського комітетів КП(б) України.
З листопада 1946 року — слухач Вищої партійної школи при ЦК ВКП(б) у Москві.
З березня 1947 по 1952 рік — голова виконавчого комітету Дніпропетровської обласної ради депутатів трудящих.
У 1952 — 23 листопада 1953 року — заступник голови виконавчого комітету Ізмаїльської обласної ради депутатів трудящих.
З 23 листопада 1953 по лютий 1954 року — голова виконавчого комітету Ізмаїльської обласної ради депутатів трудящих.
З травня 1954 року — слухач річних курсів перепідготовки перших секретарів обкомів, голів облвиконкомів при ЦК КПРС.
З червня 1956 року по 9 жовтня 1959 року — голова виконавчого комітету Кримської обласної ради депутатів трудящих.
З 28 січня 1949 по 23 вересня 1952 року був кандидатом у члени ЦК Компартії України (XVI з'їзд КП(б)У). Обирався депутатом Верховної Ради СРСР 4-го скликання (1954–1958) та депутатом Верховної Ради УРСР 1-го (1938–1947) та 5-го скликань (1959–1963). Член Бюджетної комісії Верховної Ради УРСР, член Президії Верховної Ради УРСР 1-го скликання.
Помер 21 січня 1963 року в Сімферополі.

## Нагороди
- орденом Леніна (7.02.1939; за видатні успіхи в сільському господарстві та за перевиконання планів основних сільськогосподарських робіт)
- орден Вітчизняної війни 1-го ступеня
- орден Трудового Червоного Прапора
- медаль «За оборону Сталінграда»
- медаль «За трудову доблесть»
- медалі